# Palazzo della Borsa Valori di Torino
Il Palazzo della Borsa Valori di Torino sorge nel sotto-quartiere Borgo Nuovo del Centro storico cittadino. Il suo ingresso principale si affaccia sul Piazzale Valdo Fusi. È un'importante testimonianza del rinnovamento architettonico che si ebbe in Italia all'inizio del secondo dopoguerra e della ricerca strutturale ed estetica seguita al razionalismo.

## Storia

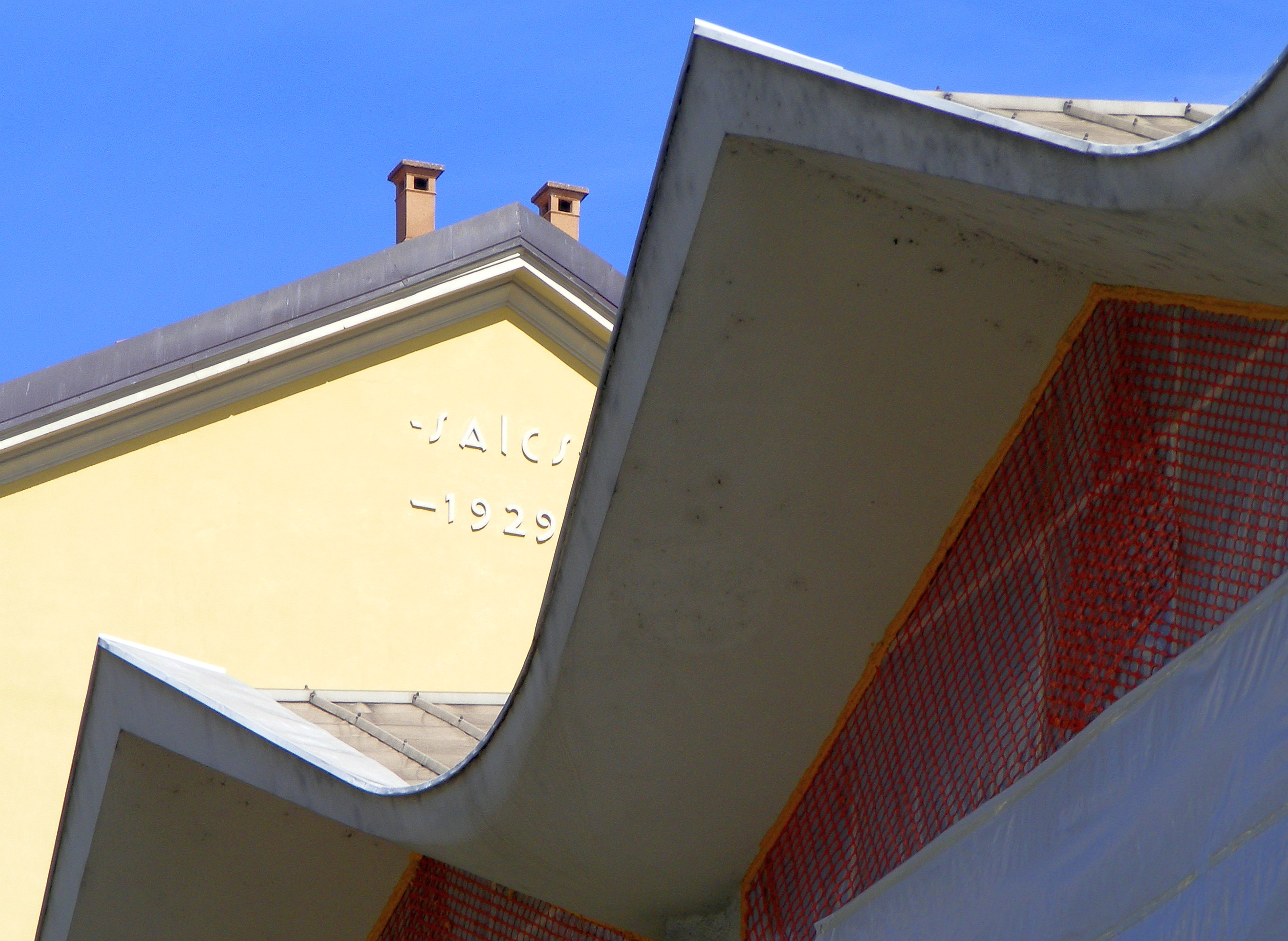
Dettaglio della copertura

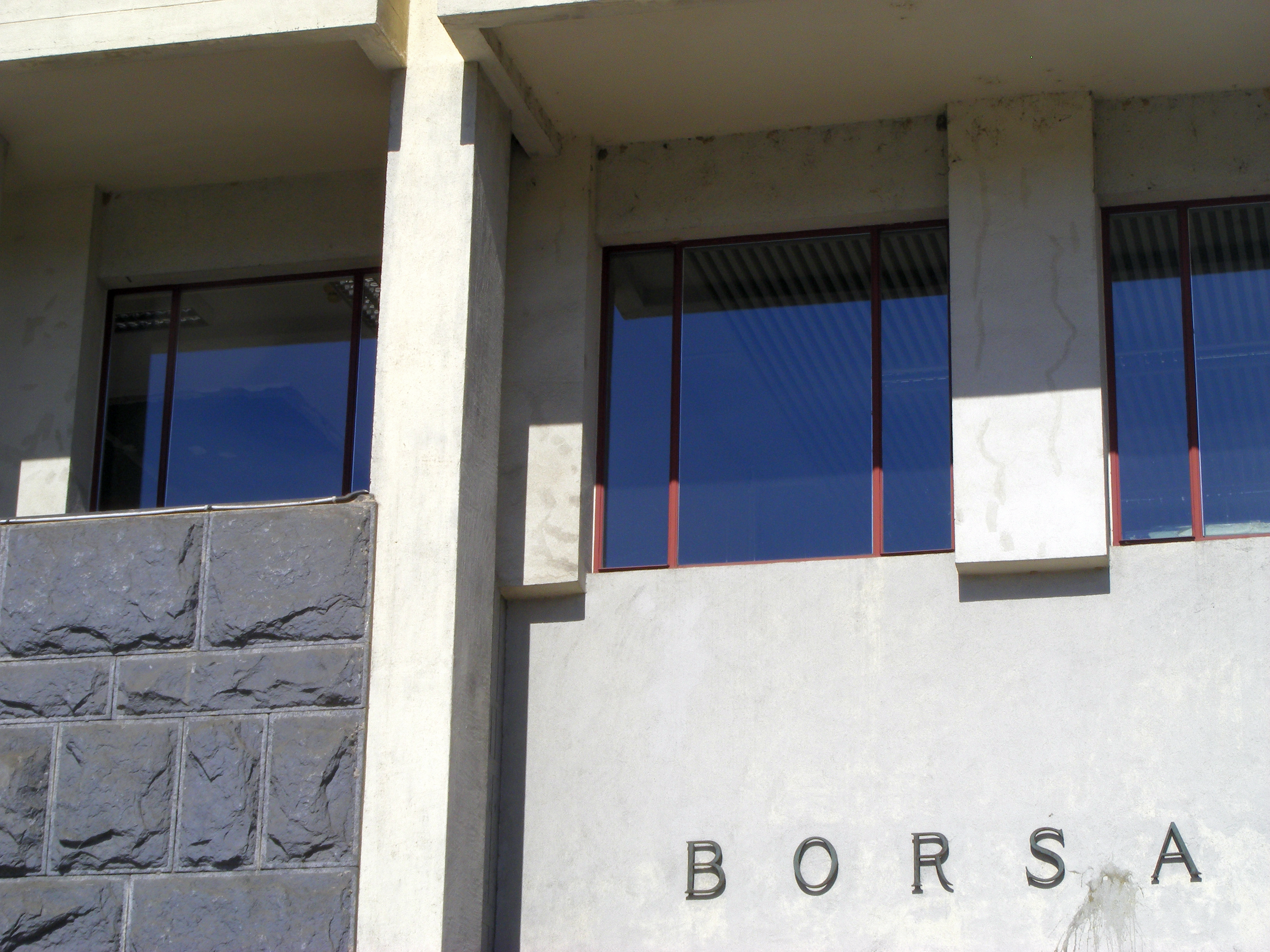
Dettaglio dell'ingresso principale

L'edificio fu progettato da Roberto Gabetti, Aimaro Oreglia d'Isola e Giorgio Raineri, mentre i calcoli strutturali si devono a Giuseppe Raineri. Realizzato tra il 1952 e il 1956, fu attivo come sede delle contrattazioni della Borsa di Torino fino al 1992. Nel 1991 venne approvata la riforma della Borsa che, tra le varie innovazioni, introdusse la tecnologia degli scambi telematici che sostituì il mercato gridato e all'accorpamento, nel 1997, di tutte le piazze finanziarie italiane in una sola società privata: la Borsa Italiana con sede a Milano.
È di proprietà della Camera di Commercio di Torino, che ha incaricato nel 2012 Tecnocamere che si è avvalsa di Isolarchitetti (Aimaro Oreglia d'Isola)  per un progetto di riconversione a sala multifunzione congressuale ed espositiva. Il progetto consegnato nel 2014 prevedeva oltre al restauro una hall di ingresso comune alla Borsa e alla vicina Torino-incontra.
L'ampio piazzale antistante l'edificio (e il vicino Palazzo degli Affari progettato da Carlo Mollino), dopo essere stato per molti anni occupato da un parcheggio a raso, fu oggetto di una profonda trasformazione che si concluse nel 2004 con l'inaugurazione di un parcheggio coperto, sovrastato da una piazza pedonale.
Dal 30 giugno al 4 luglio 2015 la Borsa Valori è stata la sede principale del Festival Architettura in Città 2015, promosso da Fondazione per l'architettura / Torino  e Ordine degli Architetti PPC di Torino.